# Neck and Neck
Neck and Neck je zajednički album Cheta Atkinsa i Marka Knopflera.

## Popis pjesama
1. Poor Boy Blues (Kennerley) - 4:01
2. Sweet Dreams (Gibson) - 3:24
3. There'll Be Some Changes Made (Higgins, Overstreet) - 6:28
4. Just One Time (Gibson) - 4:11
5. So Soft, Your Goodbye (Goodrum) - 3:16
6. Yakety Axe (Randolph, Rich) - 3:24
7. Tears (Grappelli, Reinhardt) - 3:54
8. Tahitian Skies (Flacke) - 3:18
9. I'll See You in My Dreams (Jones, Kahn) - 2:59
10. The Next Time I'm in Town (Knopfler) - 3:21

## Izvođači
- Chet Atkins - gitara, vokal
- Mark Knopfler - gitara, vokal
- Floyd Cramer - glasovir
- Guy Fletcher - bas, bubnjevi, klavijature
- Paul Franklin - dobro, steel gitara, pedabro
- Vince Gill - vokal
- Larrie Londin - bubnjevi
- Mark O'Connor - violina, mandolina
- Edgar Meyer - bas
- Steve Wariner - gitara